# アトレティコ・モレリア
クルブ・アトレティコ・モレリア（スペイン語: Club Atlético Morelia）は、メキシコ中西部、ミチョアカン州の州都モレリアに本拠地を置くサッカークラブである。リーガ・デ・エクスパンシオンMX（2部）に所属。ホームスタジアムはエスタディオ・モレーロス。

## 歴史
プリメーラ・ディビシオンに初めて昇格したのは1957-58シーズン。1968-69シーズンに降格するも、1981-82シーズンにプリメーラに復帰。
1996年にメキシコ大手の放送局テレビシオン・アステカがクラブを買収した。
2000年に最初のタイトルとなるインビエルノ（冬季リーグ）優勝を果たした。2002年と2003年に2大会連続でCONCACAFチャンピオンズカップ決勝に進出したが、それぞれ同じメキシコのCFパチューカとクラブ・トルーカに敗れた。
2010年、スーペルリーガ決勝で、モレリアはミゲル・サバーの2ゴールでニューイングランド・レボリューションに2-1で勝利して優勝を果たした。
2020年5月23日、モレリアからシナロア州南部のマサトランへ移転し、クラブ名もマサトランFCへ変更されることが、メキシコの複数の報道機関で報じられた。クラブを所有していたグルーポ・サリナスは、ミチョアカン州政府に対して年間400MXN（約19億円）の支援を要求した。
6月2日、クラブとリーガMXはクラブ創設70周年の2日前に、マサトランへの本拠地移転を発表した。
6月26日、リーガMXのエンリケ・ボニージャ会長はアトレティコ・サカテペクが、財政難を理由にモレリアへ移転することを発表した。翌日、クラブはエスタディオ・モレーロスで記者会見を行い、アトレティコ・モレリアに名称変更した。グアダラハラのホセ・ルイス・イゲーラ元会長とミチョアカン州のビジネスマンたちがオーナーシップを共同保有する形で運営されることとなった。

## テクニカルスタッフ
| 役職               | 名前                   |
| ------------------ | ---------------------- |
| 監督               | リカルド・バリーニョ   |
| アシスタントコーチ | マルコ・カペティージョ |
| アシスタントコーチ | ハビエル・コントレラス |
| GKコーチ           | ハビエル・フエンテス   |
| フィットネスコーチ | マルティン・パシューロ |
| フィットネスコーチ | カルロス・ランヘル     |
| 理学療法士         | フランシスコ・アリアス |
| 理学療法士         | ロベルト・パーラ       |
| チームドクター     | フェリペ・ムルギア     |
| チームドクター     | ビセンテ・ビジャルバ   |

## 通算得点数ランキング
| 順位 | 選手                           | 得点 |
| ---- | ------------------------------ | ---- |
| 1    | マルコ・アントニオ・フィゲロア | 130  |
| 2    | アレックス・フェルナンデス     | 71   |
| 3    | ミゲル・サバー                 | 64   |
| 4    | カルロス・ミロク               | 59   |
| 5    | ラファエル・マルケス・ルーゴ   | 58   |

## タイトル

### 国内タイトル
- リーガMX: 1回

インビエルノ2000
- セグンダ・ディビシオン: 1回

1981
- コパMX: 1回

アペルトゥーラ2013
- スーペルコパMX: 1回

2014

### 国際タイトル
- スーペルリーガ: 1回

2010

## 歴代監督
- ルベン・オマール・ロマノ (2012-2013)
- カルロス・ブストス (2013-2014)
- エドゥアルド・デ・ラ・トーレ (2014)
- ロベルト・エルナンデス (暫定) (2014)
- アンヘル・ダビド・コミッツォ (2014)
- ホセ・グアダルーペ・クルス (2014)
- アルフレード・テナ (2014-2015)
- ロベルト・エルナンデス (暫定) (2015)
- エンリケ・メサ (2015-2016)
- パブロ・マリーニ (2016-2017)
- ロベルト・エルナンデス (2017-2019)
- ハビエル・トレンテ (2019)
- パブロ・ゲーデ (2019-2020)
- リカルド・バリーニョ (2020-2022)
- ガブリエル・ペレイラ (2022-2023)
- カルロス・アドリアン・モラレス (2023-)

## 歴代所属選手

### MF
- ハフェ・ソト 1995-1998,2001
- イバン・モレノ・イ・ファビアネシ 2006

### FW
- サントス 1999
- オズマール 2005
- ホセ・ルイス・ビジャヌエバ 2006
- ハレド・ボルヘッティ 2010